# 松永行
松永 行（まつなが あきら、1914年9月21日 - 1943年1月20日）は、静岡県志太郡出身のサッカー選手。

## 来歴
静岡県志太郡東益津村（現焼津市）出身。松永信夫および松永碩は実弟であった。静岡県立志太中学校（現：静岡県立藤枝東高等学校）に入学してサッカー部に所属した。なお、笹野積次は志太中での1年先輩に当たる
フォワードを務め、100メートルを10秒8台で走る俊足であったという。東京文理科大学附置東京高等師範学校に入学し、蹴球部に所属。在学中の1935年6月に開催された全日本蹴球選手権大會（第15回天皇杯全日本サッカー選手権大会）に中垣内勝久らと出場して準優勝の成績を残した。
1936年のベルリンオリンピックの日本代表に選出。8月4日の本大会1回戦、優勝候補のスウェーデン代表戦で、後半40分に相手ゴールキーパーの股下を抜く逆転ゴールを決め、のちに「ベルリンの奇跡」と称される勝利の立役者となった。
1937年、同校3年の時に陸軍に従軍して静岡の連隊に配属された。なお、その際に松永は「戦争には行きたくない。もう一度ドイツに行って蹴球（サッカー）を学び、指導者になりたい」と妹に語ったと伝わっている。オランダ領東インド方面へ転戦した後、1943年1月に東海林部隊（歩兵第230連隊）の中隊長としてガダルカナル島で戦死した。
ベルリン五輪で松永が着用した日本代表のユニフォームが今日まで残っており、現存する最古の代表ユニフォームとして日本サッカーミュージアムに保管されている。

## 所属クラブ
- 静岡県立志太中学校（現：静岡県立藤枝東高等学校）
- 東京文理科大学附置東京高等師範学校

## 代表歴

### 出場大会
- 1936年：ベルリンオリンピック

### 試合数
- 国際Aマッチ 2試合 1得点 (1936)

| 日本代表 | 国際Aマッチ | 国際Aマッチ | その他 | その他 | 期間通算 | 期間通算 |
| 年       | 出場        | 得点        | 出場   | 得点   | 出場     | 得点     |
| -------- | ----------- | ----------- | ------ | ------ | -------- | -------- |
| 1936     | 2           | 1           | 2      | 0      | 4        | 1        |
| 通算     | 2           | 1           | 2      | 0      | 4        | 1        |

### 出場
| No. | 開催日         | 開催都市 | スタジアム | 対戦相手     | 結果 | 監督     | 大会         |
| --- | -------------- | -------- | ---------- | ------------ | ---- | -------- | ------------ |
| 1.  | 1936年08月04日 | ベルリン |            | スウェーデン | ○3-2 | 鈴木重義 | オリンピック |
| 2.  | 1936年08月07日 | ベルリン |            | イタリア     | ●0-8 | 鈴木重義 | オリンピック |

### 得点数
| # | 年月日       | 開催地             | 対戦国       | 勝敗 | 試合概要     |
| - | ------------ | ------------------ | ------------ | ---- | ------------ |
| 1 | 1936年8月4日 | ドイツ国、ベルリン | スウェーデン | 3-2  | ベルリン五輪 |

## 提言
ベルリン五輪終了後、松永はスポーツ誌『体育と競技』に寄稿した「オリムピック蹴球の回顧」と題した記事の中で、将来の日本サッカー界を担う後輩たちに対して提言を残している。
『扨て日本蹴球は、果たして世界のレベルに達してゐるかといふ疑問は自然起る。前述の如く、精神的方面に於ては断然世界レベル以上だ。して又スピードを持ったショートパスに於てもレベル以上だ。このショートパスに関して、独逸の或権威者は、これだけは日本より学んだと言ってゐる。
これだ、ショートパスの速攻法をあくまでも伸ばし、之に加へるに遅攻法をとり、緩急よろしきを得て、始めて日本蹴球の完成の時は来るのであると同時に、この時こそ世界蹴球覇者たり王者たる時なのである。
個人技を練磨せよ。
これこそ日本蹴球人に輿へられた唯一の課題なのである。』
（大日本体育学会編、目黒書店発行 『体育と競技』 v.15 no.11 1936.11 p.69-72）

## 関連文献
- 曾根幹子「「戦没オリンピアン」をめぐる調査と課題 ―広島県出身選手を事例に―」『広島市公文書館紀要』第32号、2020年、1-13頁。
  - 表1 日本人戦没オリンピアン（2020年1月末日現在）(pp.9-10)